# Аммуна
Аммуна (д/н— бл. 1530 до н. е.) — великий цар (руба'ум рабі'ум) Давньохеттського царства близько 1550—1530 роках до н. е.

## Життєпис
Син великого царя Ціданти I та доньки царя Хантілі I. У 1550 році до н. е. влаштувавзмову проти батька внаслідок бажання останнього передати трон зятю або сину доньки.
Намагавсявідновити політику Хантілі I. В середині держави намагався посилити власну владу, а у зовнішній — відновити гегемонію хеттів в Малій Азії та Сирії.
Північно-східний напрямок його зовнішньої політики виявилося найбільш успішним. На півночі Аммуна здійснив походи проти держав Саллапа, Алла (Галлія), Арцавія (північний захід Малої Азії), Таккуміса, Капіруха, Емемея, Пардувата, Саххуілія, Тіпія, Хаспіна (північний схід Малої Азії), Аданія, Хахха (південний схід Малої Азії). Можливо успішні дії Аммуни проти касків були викликані союз з племенхапіру, що рухалося з Кавказу до Малої Азії. Всупереч поширеній в історіографії думку, немає ніяких свідчень на користь появи незалежної Кіззуватна — його цар Шунашшура I визнавав зверність великого царя. Проте на заході Малої Азії зазнав поразки, внаслідок чого Арцава стала незалежною державою.
У внутрішній політиці обмежив значення аристократії, посилив впливцаря.в цей час також відбувається розробкахеттських законів на основі звичайного права.
Суттєво послабив позиції Аммуни в державі страшний голод, викликаний посухою, неврожаєм і хворобами худоби. Внаслідок цього центральні області повстали проти жорсткої влади царя. Внаслідок внутрішньої колотнечі було розграбовано місто Неса. Царська влада не діяла в міста Цальпа, Саттівара і сулукі. Цим скористалися хуррити, що сплюндрували східні райони хеттського царства. Наслідок таких подій була втрата Пардувати, Саххуілії, Аданії, Хаххи та Алли, які стали самостійними, а Хеттське царство втратило прямий шлях до Сирії.
Послабленням авторитету царя скористався його небіж Хуцція, який близько 1530 року до н. е. повалив Аммуну та став новим володарем Хеттського царства. Слідом за цим головний мешеді (очільник царської сторожі) Цуру таємно наказав убити його синів Аммуни — Тіті і Хантілі разом з усіма їх синами і родичами.